# Apocauco (famiglia)
Apokaukos (in greco Ἀπόκαυκος?), nella forma femminile Apokaukissa (Ἀποκαύκισσα), è il nome di una famiglia bizantina attestabile tra il X ed il XV secolo. Il primo membro noto della famiglia fu Basilio Apocauco, strategos del Peloponnesos intorno al 990. Altri membri della famiglia che ricoprirono la carica di strategos sono noti dai sigilli. Alla fine del XII e all'inizio del XIII secolo, Giovanni Apocauco fu metropolita di Naupatto. Nel 1277, il sebastohypertatos Giovanni Apocauco era un alto funzionario.
La famiglia potrebbe però essere decaduta alla fine del XIII secolo, poiché Niceforo Gregora sostiene che il Megaduca Alessio Apocauco, una delle figure principali della guerra civile bizantina del 1341-1347, proveniva da una famiglia umile. Alessio promosse i suoi parenti ad alte cariche: il figlio maggiore Giovanni divenne megas primikerios e governatore di Tessalonica, il secondogenito Manuele fu governatore di Adrianopoli e le sue tre figlie si sposarono con mariti di alta estrazione sociale. Con la fine della guerra civile nel 1345, tuttavia, la famiglia perse bruscamente importanza.
Un certo Giorgio Apocauco fu arconte a Costantinopoli nel 1403, mentre più o meno nello stesso periodo il pittore Alessio Apocauco, amico di Giuseppe Briennio, si stabilì a Creta. Dopo la caduta di Costantinopoli, Demetrio Kyritzes Apocauco entrò al servizio del sultano ottomano Maometto II.